# Extended Play: Live at Birdland
Pour les articles homonymes, voir Extended Play (homonymie).
Extended Play: Live At Birdland est un album du Dave Holland Quintet.

## Description
Extended Play: Live At Birdland  est un album live enregistré au célèbre club de New York, le Birdland, en novembre 2001. C’est aussi le témoignage tardif du quintet en concert qui n’avait jamais sorti d’album live depuis sa création en 1983. Les morceaux proviennent pour la plupart des anciens albums de la formation mais sont ici rallongés en de longues séances d’improvisation et d’échanges qui attestent du talent des musiciens qui dialoguent. D’après plusieurs critiques, cette œuvre parvient à capturer la synergie et la vitalité de ce quintet en concert et représente le meilleur de ce que le jazz contemporain peut offrir,,,.

## Titres
- Disque 1

1. The Balance (Holland) - 21:02
2. High Wire (Potter) - 15:21
3. Jugglers Parade (Holland) - 18:27
4. Make Believe (Holland) - 6:44
5. Free for All (Holland) - 10:18

- Disque 2

1. Claressence (Holland) - 17:22
2. Prime Directive (Holland) - 13:00
3. Bedouin Trail (Holland) - 12:27
4. Metamorphos (Eubanks) - 20:10

## Musiciens
- Dave Holland – Basse
- Chris Potter – Saxophones Soprano, Alto et Ténor
- Robin Eubanks – Trombone et Cowbell
- Steve Nelson – Vibraphone et Marimba
- Billy Kilson – Batterie